# Бросок, или Всё началось в субботу
«Бросок, или Всё началось в субботу» — советский художественный телефильм режиссёра Серика Райбаева, поставленный по мотивам повести Кира Булычёва (в титрах — Кирилл Булычёв) «Умение кидать мяч». 
Первая отечественная экранизация произведений Кира Булычёва.

## Сюжет
Архитектор Темирбек Сарсенбаев получает в дар от загадочного профессора умение безошибочно бросать предметы в цель, с больших расстояний и почти не целясь. Об этом узнаёт тренер местного баскетбольного клуба «Арман» и предлагает ему попробовать свои силы в игре. И хотя у Темирбека нет никаких природных данных для баскетбола, кроме умения точно кидать мяч, его дар преображает команду, которая начинает «играть на Сарсенбаева». 
Команда, ведомая новым лидером, одерживает ряд громких побед, а сам Темирбек становится настоящей звездой баскетбола. Болельщики его буквально носят на руках, у него появляются поклонницы, о чём он раньше не мог и мечтать. Но успех и слава не приносят счастья Сарсенбаеву, он понимает, что так и не смог стать настоящим баскетболистом. 
Накануне решающего матча он заявляет об уходе из клуба. «Арман» начинает проигрывать без своего лидера, Темирбек всё-таки приезжает на игру, чтобы помочь команде. Выйдя на площадку и добившись перелома в игре, он просит тренера заменить его молодым игроком, «вечным запасным». «Арман» побеждает, и Сарсенбаев после матча окончательно уходит из спорта.

## В ролях
- Есболган Жайсанбаев — Темирбек Сарсенбаев
- Асанали Ашимов — профессор
- Галина Шетенова — Эстуле
- Лев Тёмкин — Андрей Захарович, тренер
- Жексен Каирлиев — Бахыт Баймутдин, баскетболист
- Джамбул Худайбергенов — баскетболист
- Димаш Ахимов — баскетболист
- Н. Есенгалиев — баскетболист
- Б. Сеитов — баскетболист
- Байкенже Бельбаев — баскетболист
- Виталий Гришко — баскетболист
- Анаурбек Молдабеков — комментатор
- Гульнара Рахимбаева — ассистент режиссёра
- Гульзия Бельбаева — эпизод
- Римма Кабдалиева — Айгирим
- Танат Жайлибеков — администратор команды
- Андрей Дударенко — друг Темирбека

## Съёмочная группа
- Авторы сценария: Александр Страхов, Феликс Французов
- Режиссёр: Серик Райбаев
- Оператор: Михаил Аранышев
- Художник: Павел Зальцман
- Композитор: Александр Зацепин
- Текст песен: Онегин Гаджикасимов («Верю в тебя»), Леонид Дербенёв («Голос разлуки», «Люди, любите сказки»)
- Песни исполняют: Алла Пугачёва («Верю в тебя»), Людмила Белогорская («Голос разлуки»), Мехрдад Бади («Люди, любите сказки»)
- Консультанты: Александр Гомельский, Николай Тунда